# Lương Khánh Thiện
Lương Khánh Thiện (1903 - ngày 1 tháng 9 năm 1941) nhà hoạt động chính trị, đảng viên Đảng Cộng sản Việt Nam, Ủy viên Xứ ủy Bắc kỳ, Bí thư Thành ủy Hà Nội.

## Tiểu sử
- Ông sinh ở làng Mễ Tràng, xã Liêm Chính, huyện Thanh Liêm, tỉnh Hà Nam (nay là phường Liêm Chính, thành phố Phủ Lý), Việt Nam.
- Năm 1925, ông tham gia vận động học sinh Trường Kĩ nghệ thực hành Hải Phòng bãi khoá, ông cùng Hoàng Quốc Việt vận động đòi ân xá Phan Bội Châu sau đó về Nam Định tuyên truyền cách mạng và ông bị đuổi học.
- Năm 1926 ông làm thợ nguội ở Nhà máy sợi Hải Phòng.
- Năm 1927 ông gia nhập Hội Việt Nam Cách mạng Thanh niên.
- Năm 1928, tham gia thành lập cơ sở của Hội Việt Nam Cách mạng Thanh niên ở Hải Phòng.
- Năm 1929, ông gia nhập tổ chức Đông Dương Cộng sản Đảng. Ông bị bắt sau cuộc biểu tình ngày 1 tháng 5 năm 1930, ông bị kết án khổ sai chung thân và bị đày ra Côn Đảo.
- Năm 1936, ông được ân xá, về Hà Nội hoạt động, tham gia Xứ uỷ Bắc Kỳ.
- Năm 1937 - 1941, ông giữ chức Bí thư Xứ uỷ Bắc Kỳ, Bí thư Thành uỷ Hà Nội, Bí thư Thành uỷ Hải Phòng.
- Cuối 1940 ông bị bắt và bị toà án quân sự Pháp kết án tử hình ngày 1 tháng 9 năm 1941 tại thị xã Kiến An. Lúc đó ông mới 38 tuổi, phần mộ của ông tại ngã ba Xuân Áng thị trấn Trường Sơn, huyện An Lão, thành phố Hải Phòng.

## Vinh danh
Để tưởng nhớ đến ông, ở Thành phố Hải Phòng có một phường và một phố mang tên ông nằm quận Ngô Quyền, còn ở Hà Nội cũng có phố Lương Khánh Thiện nằm ở phường Tương Mai, quận Hoàng Mai. Còn ở quê hương ông - tỉnh Hà Nam, tại thành phố Phủ Lý, có phường Lương Khánh Thiện.

## Gia đình
Ông có con trai là Ông Lương Khánh Ninh, sau này là Giám đốc 2 nhà máy lớn của Bộ Cơ khí và luyện kim là Cơ khí Trần Hưng Đạo và Cơ khí Hà Sơn Bình và có 1 con gái là bà Lương Thúy Bình, sau này là Đại tá, Cục trưởng Cục Công tác Đảng và công tác quần chúng, Tổng cục Xây dựng lực lượng, Bộ Công an